# ClayClaim
ClayClaim (* 12. August 1986 in Remscheid, bürgerlich Simon Haase) ist ein deutscher Webvideoproduzent. Auf seinem gleichnamigen YouTube-Kanal veröffentlicht er Video-Tutorials und Stop-Motion-Animationen von Knetfiguren, die von Computerspielfiguren inspiriert sind.

## Leben
Haase hat nach dem Abitur Kommunikationsdesign am Institut of Design in Düsseldorf studiert und einen Abschluss als Diplom-Grafik-Designer. Er führt als Unternehmensinhaber seine Agentur haasedesign. Er gehört zum Vorstand der Gründerschmiede Remscheid e.V.
Er ist verheiratet und Vater zweier Kinder. Er lebt und arbeitet in Remscheid.

## Medialer Auftritt
Im Februar 2016 lud er sein Debütvideo MINION STUART (Despicable Me) - Polymer Clay Tutorial hoch. Seither zeigt er regelmäßig Videos, in denen er Knetfiguren und -motive aus Polymer-Clay nach Motiven aus Video-Spielen herstellt. Die Länge seiner Videos beträgt zwischen 10 und 20 Minuten.
Im September 2020 hatte sein YouTube-Kanal über 2,4 Mio. Abonnenten. Er belegte damit im September 2020 Platz 75 der meistabonnierten YouTube-Kanäle in Deutschland. Loot Lake & Liquid Soap (mit Motiven aus Fortnite Battle Royale) ist mit über 12 Millionen Aufrufen (April 2020) sein meistaufgerufenes Video.
In der TV-Sendung Galileo wurde ClayClaim zu seinen Einkünften als YouTuber interviewt.

## Sonstiges
- Speaker bei der Digital Games Conference Dubai 2018[9]
- Speaker bei der GO EMEA 2019[10]